# Pseudometachilo delius
Pseudometachilo delius là một loài bướm đêm trong họ Crambidae.